# Elfik czarny
Elfik czarny (Coeligena prunellei) – gatunek ptaka z rodziny kolibrowatych (Trochilidae). Występuje endemicznie w kolumbijskich Andach. Jest narażony na wyginięcie.

## Systematyka
Gatunek ten po raz pierwszy zgodnie z zasadami nazewnictwa binominalnego opisał w 1843 roku francuski ornitolog Jules Bourcier, nadając mu nazwę Trochilus Prunellei. Miejsce typowe to okolice Facativa. Obecnie gatunek umieszczany jest w rodzaju Coeligena. Nie wyróżnia się podgatunków.

## Morfologia
Elfik czarny mierzy 11 cm. Ma długi, cienki i prosty dziób. Jest przeważnie czarny z białymi plamami po obu stronach piersi oraz małą białą plamką za okiem. Na gardle ma zielonkawoniebieską plamę, a pióra na ramionach są lśniąco niebieskie. Samica jest nieco bardziej matowa od samca.

## Występowanie
Zamieszkuje zbocza Andów w środkowej Kolumbii na wysokości od 1200 do 2800 m n.p.m.

## Ekologia
Głównym siedliskiem gatunku są tropikalne wilgotne lasy górskie, choć widywano go także w parkach czy nadrzecznych lasach galeriowych.
Jak każdy koliber jest bardzo energiczny, dlatego dziennie odwiedza ok. 2200 kwiatów. Żywi się nektarem z kwiatów takich gatunków jak na przykład Psammisia falcata. By uzupełnić niedobór białka, zjada też komary.

## Status
W Czerwonej księdze gatunków zagrożonych IUCN elfik czarny jest klasyfikowany jako gatunek narażony (VU, ang. Vulnerable). Liczebność populacji szacuje się na około 7500 dorosłych osobników, a jej trend oceniany jest jako spadkowy ze względu na degradację i fragmentację siedlisk. Głównym zagrożeniem jest wylesianie na potrzeby rolnictwa i osadnictwa ludzkiego.